# Alicia Masters
Alicia Masters é uma personagem de apoio para o Quarteto Fantástico. Criada por Stan Lee and Jack Kirby, ela apareceu pela primeira vez em The Fantastic Four #8 (novembro de 1962).
Alicia Masters perdeu a visão em um acidente que o sócio do seu pai preparou para matá-lo. Mais tarde esse sócio tornou-se o Mestre dos Bonecos, um dos maiores inimigos do Quarteto Fantástico.
Na história "Ponto de Partida" publicada no Brasil pela Editora Abril na revista "Grandes Heróis Marvel", teve sua visão temporariamente recuperada pelo Surfista Prateado.
Alicia é a jovem ruiva filha adotiva do Mestre dos Bonecos e namorada do Coisa. Apesar de cega, é uma escultora.

## Outras mídias
Foi interpretada por Kat Green em um filme do Quarteto Fantástico não lançado oficialmente, feito em 1994.
Em 2005 e 2007, foi interpretada por Kerry Washington nos filmes "Fantastic Four" e "Fantastic Four: Rise of the Silver Surfer", respectivamente.